# كسوف الشمس 29 مارس 2006
حدث كسوف كلي للشمس في 29 مارس 2006. يحدث كسوف الشمس عندما يمر القمر بين الأرض والشمس ، وبالتالي يحجب صورة الشمس كليًا أو جزئيًا عن مشاهد على الأرض.
يحدث الكسوف الكلي للشمس عندما يكون القطر الظاهري للقمر أكبر من قطر الشمس ، مما يحجب كل ضوء الشمس المباشر ، ويحول النهار إلى ظلام.
كان هذا هو ثاني كسوف للشمس يمكن رؤيته في إفريقيا خلال 6 أشهر فقط.
كان مرئيًا من ممر ضيق اجتاز نصف الأرض . كا النسبة بين الأحجام الظاهرة للقمر والشمس ، 1.052 ، وكان جزءًا من ساروس 139.

## الرؤية
بدأ مسار ظل القمر الكلي عند شروق الشمس في البرازيل وامتد عبر المحيط الأطلسي إلى إفريقيا ، متجهاً عبر غانا ، والطرف الجنوبي الشرقي من ساحل العاج ، وتوغو ، وبنين ، ونيجيريا ، والنيجر ، وتشاد ، وليبيا ،

مسار متحرك

وركن صغير. من شمال غرب مصر ، ومن عبر البحر الأبيض المتوسط إلى اليونان ( Kastellórizo ) وتركيا ، ثم عبر البحر الأسود عبر جورجيا وروسيا وكازاخستان إلى غرب منغوليا ، حيث انتهى عند غروب الشمس. و الكسوف الجزئي كان ينظر من مسار أوسع بكثير من القمر الصورة غبش ، بما في ذلك شمال ثلثي أفريقيا ، وكلها من أوروبا ، و آسيا الوسطى .

## معرض الصور

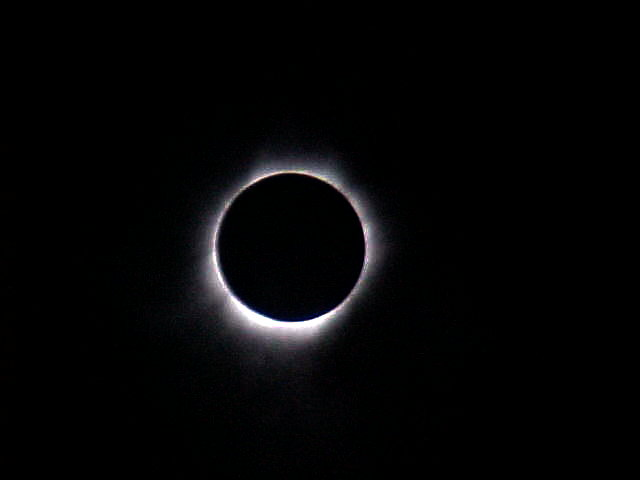
كيب كوست ، غانا (9:10 بالتوقيت العالمي المنسق)
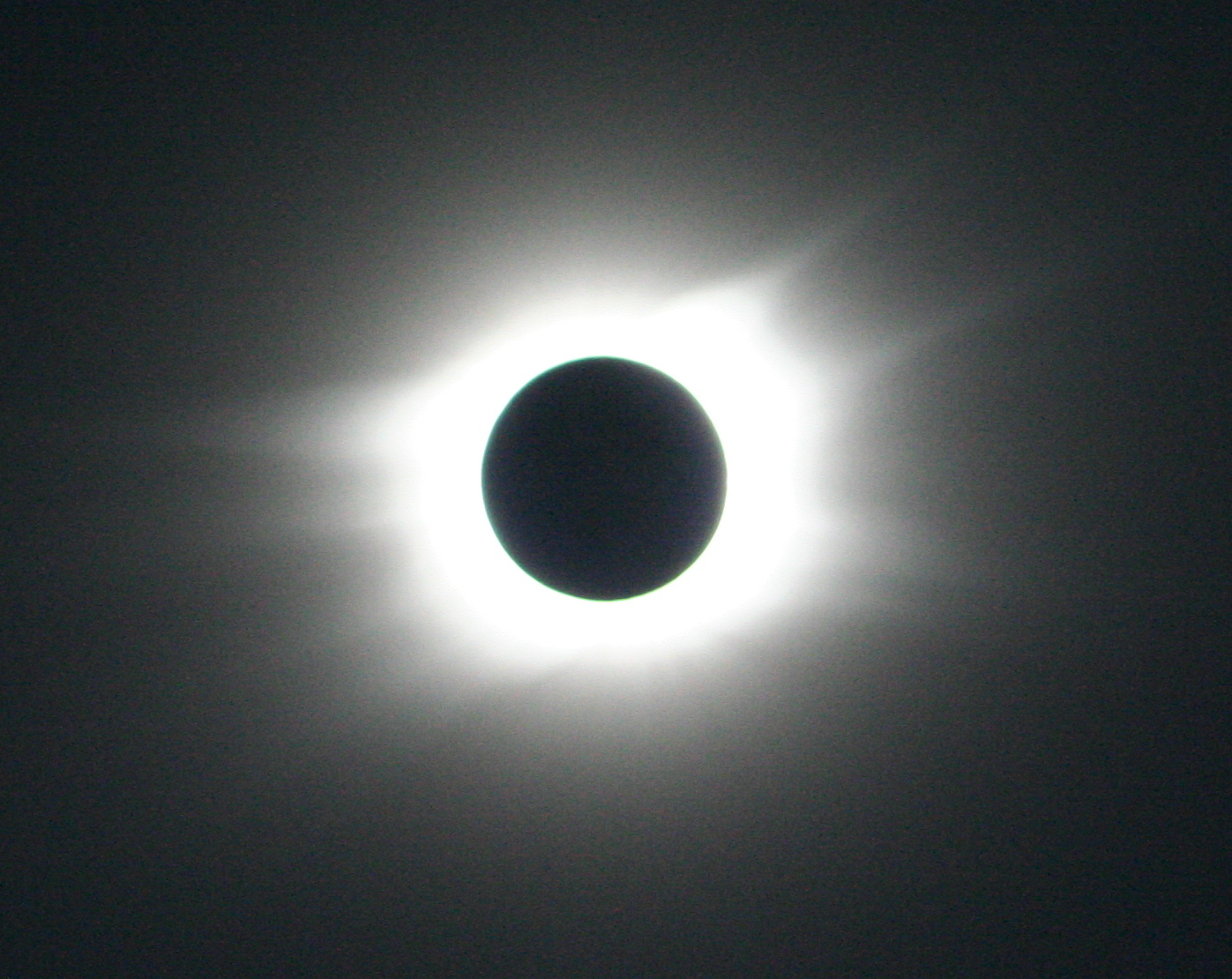
منطقة مرزق ، ليبيا (10:16 UTC)
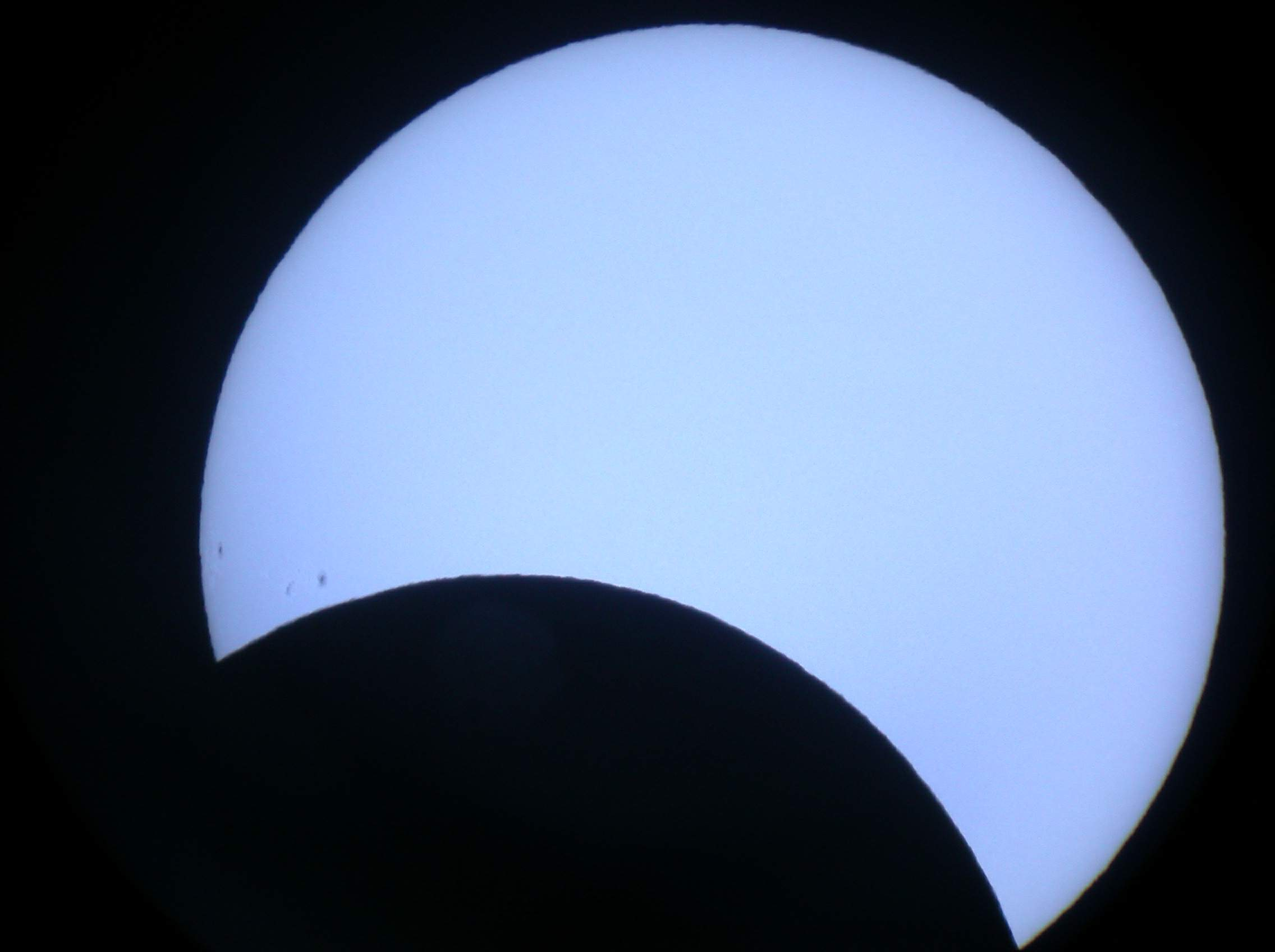
فالنسيا ، إسبانيا (10:16 UTC)
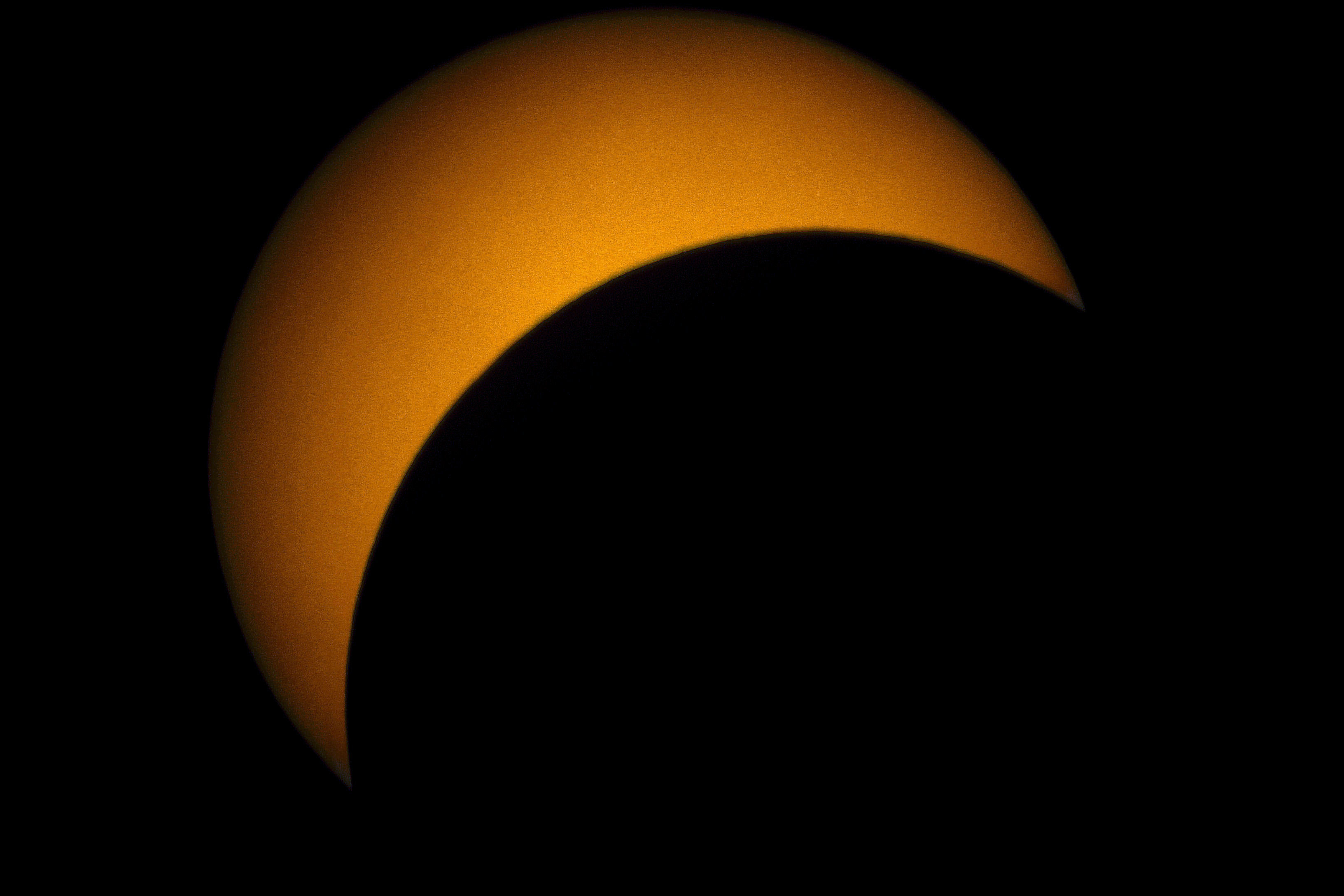
أوريا ، إيطاليا (10:39 UTC)
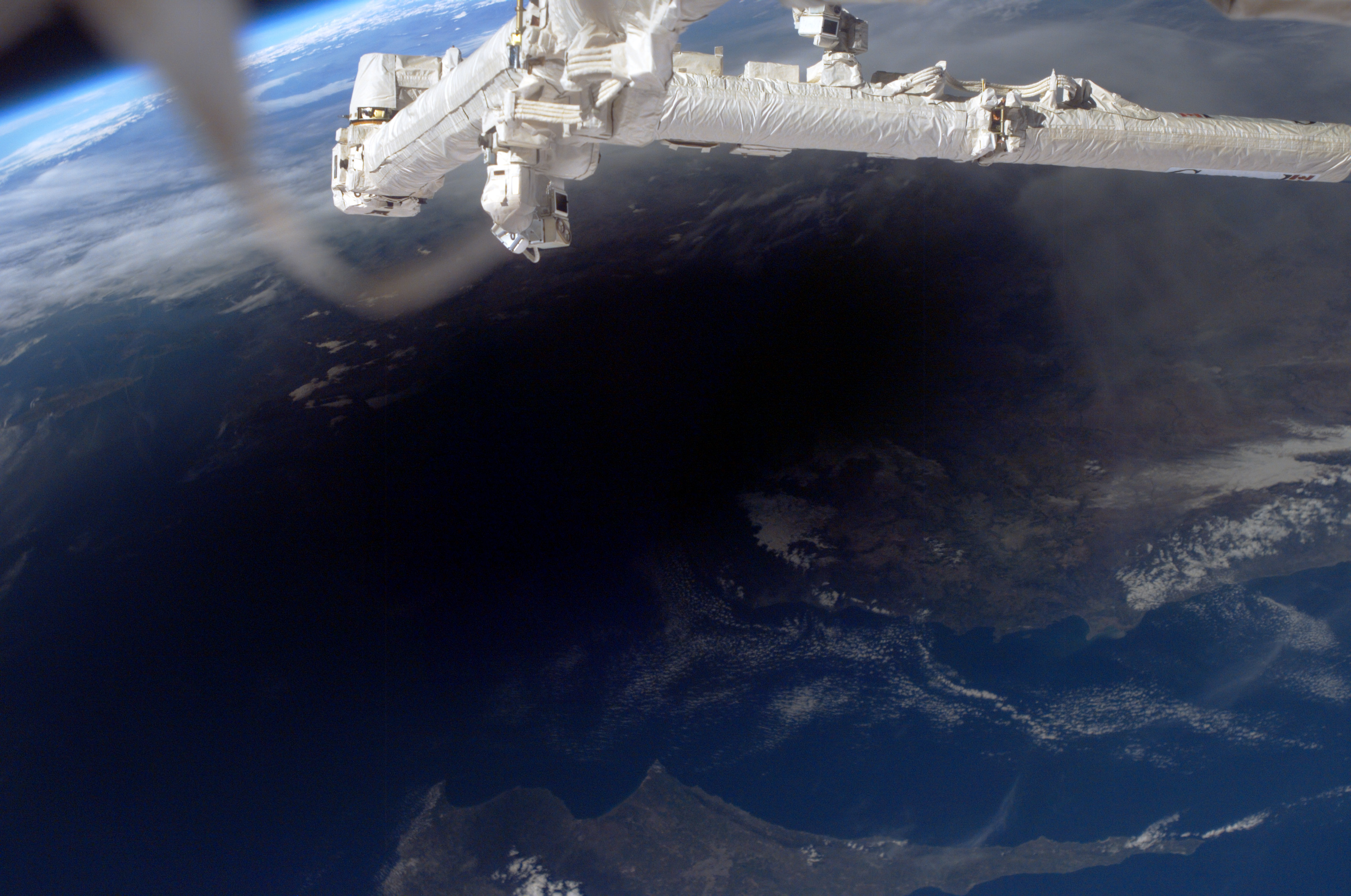
ظل القمر كما يُرى من محطة الفضاء الدولية (10:50 بالتوقيت العالمي)
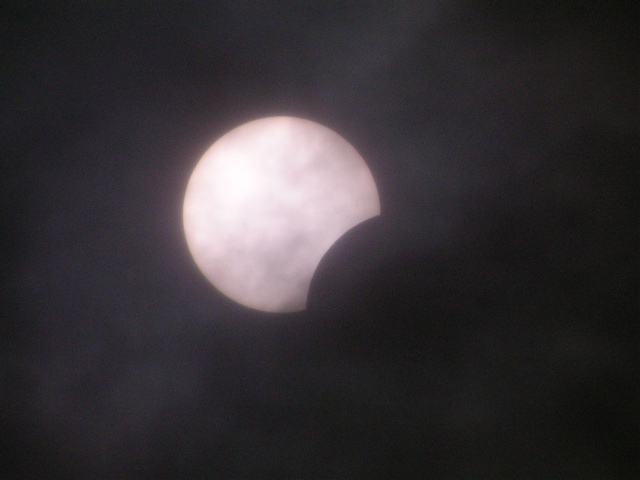
Berkhamsted ، إنجلترا  [لغات أخرى]‏ (11:01 UTC)
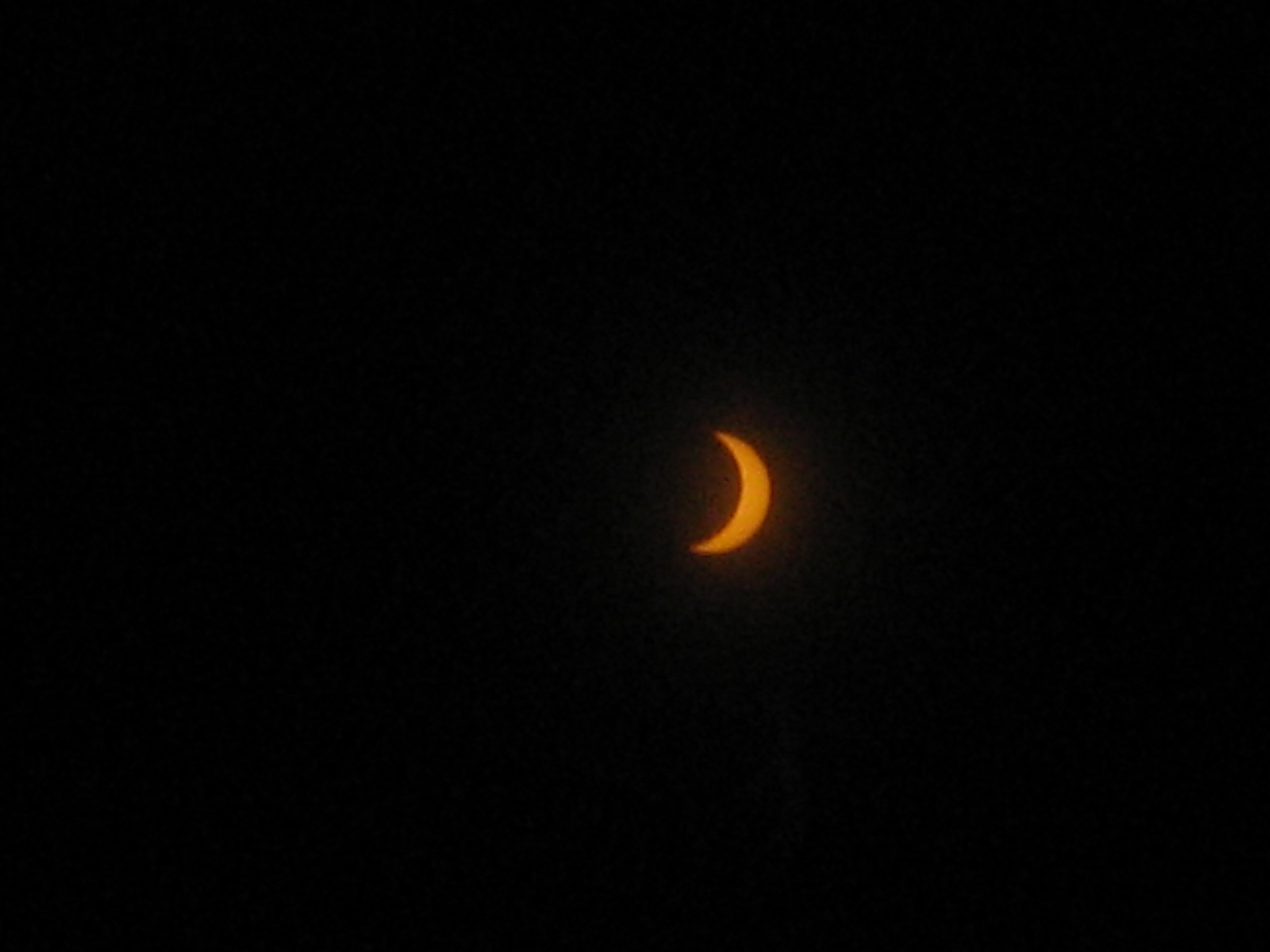
ماروسي ، اليونان (11:01 UTC)
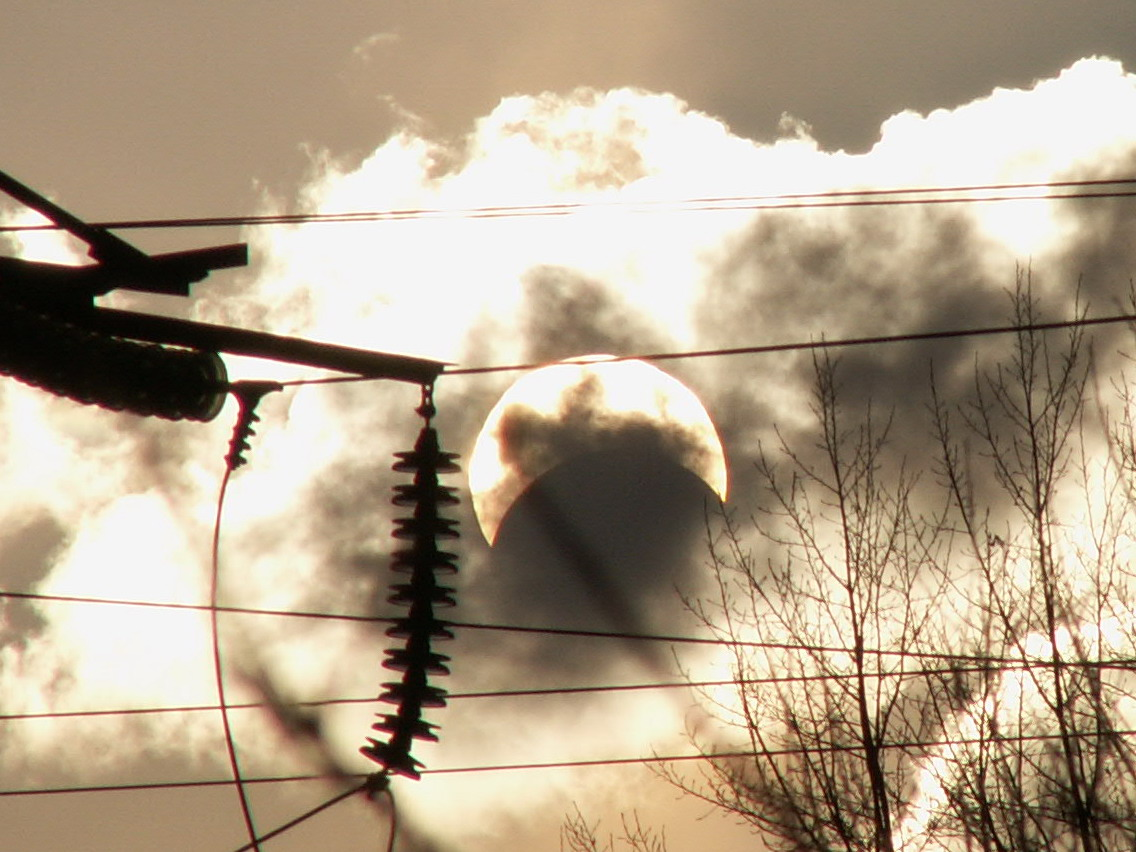
كراسنويارسك ، روسيا (11:20 بالتوقيت العالمي)
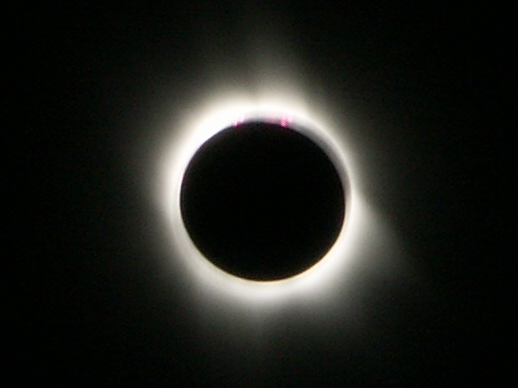
لاجان ، روسيا (11:23 UTC)
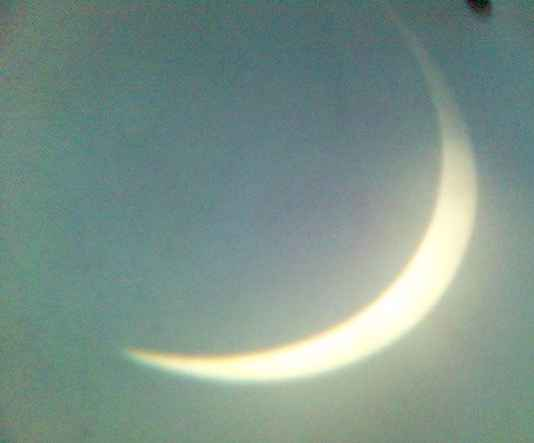
نوفوسيبيرسك ، روسيا (11:42 UTC)
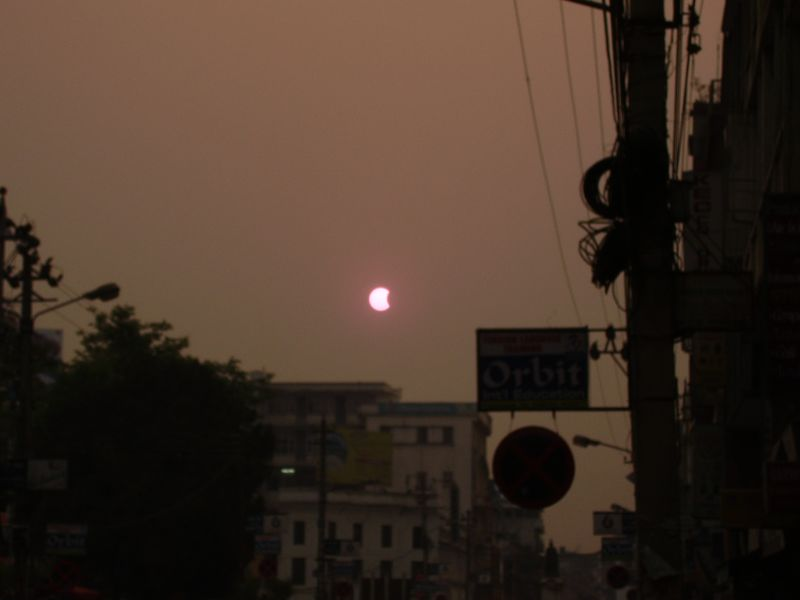
كاتماندو ، نيبال (12:01 UTC)
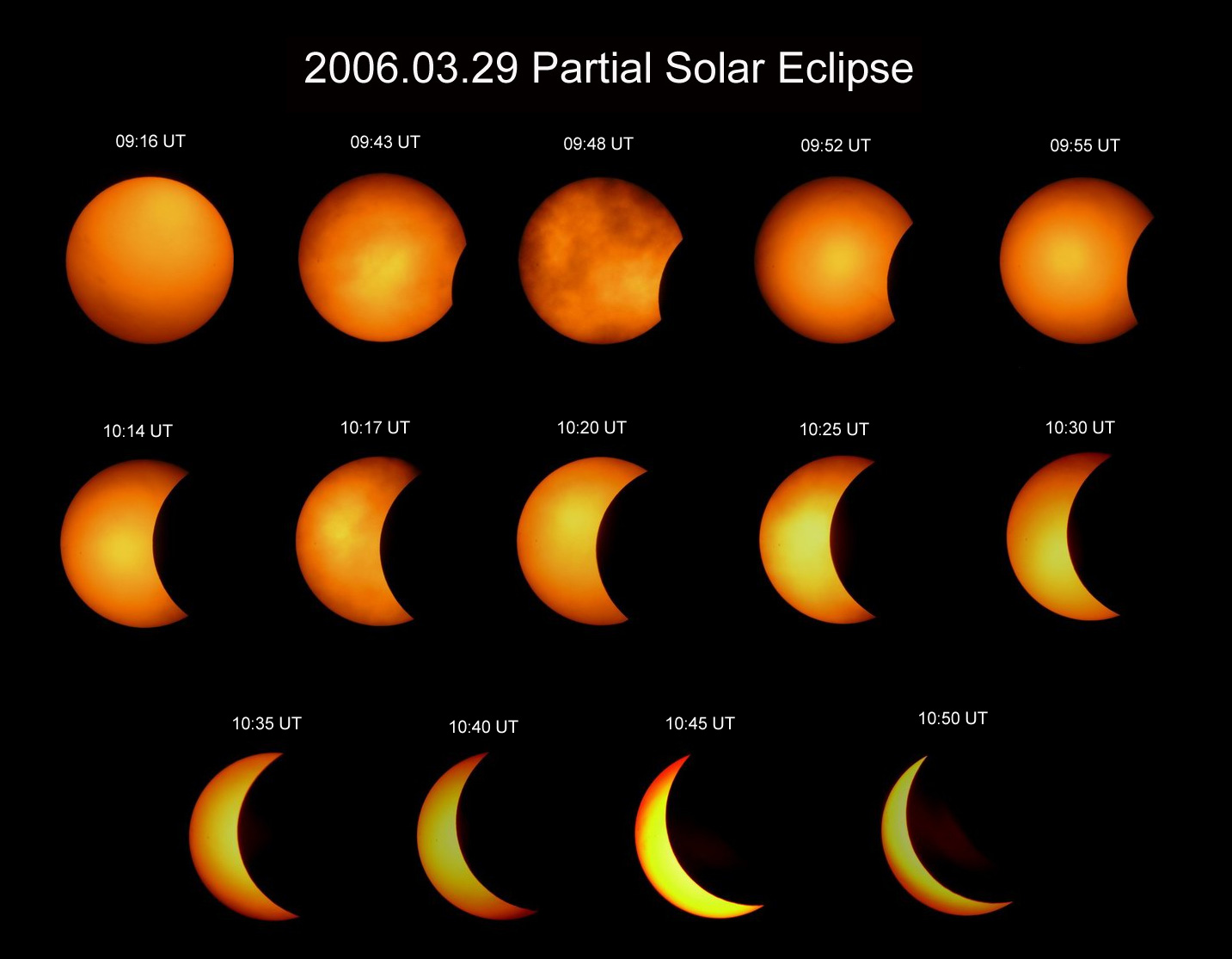
دجانيا أ ، إسرائيل: كسوف جزئي للشمس
رسوم متحركة من السلوم ، مصر

## الخسوفات ذات الصلة

### كسوف 2006
- خسوف شبه قمري للقمر في 14 مارس .
- كسوف كلي للشمس في 29 مارس.
- خسوف جزئي للقمر في 7 سبتمبر .
- كسوف حلقي للشمس في 22 سبتمبر
- وسبق هذا الكسوف الشمسي خسوف شبه خسوف للقمر في 14 مارس 2006 .

### تسولكينكس
- سابق: كسوف الشمس في 16 فبراير 1999
- يتبع: كسوف الشمس في 10 مايو 2013

### نصف ساروس
- سابق: خسوف القمر في 24 مارس 1997
- يتبع: خسوف القمر 4 أبريل 2015

### تريتوس
- سابق: كسوف الشمس في 29 أبريل 1995
- يتبع: كسوف الشمس في 26 فبراير 2017

هذا الكسوف هو جزء من دورة تريتوس ، يتكرر عند العقد المتناوبة كل 135 شهرًا متزامنًا (≈ 3986.63 يومًا ، أو 11 عامًا ناقص شهر واحد). مظهرها وخط طولها غير منتظمين بسبب نقص التزامن مع الشهر غير الطبيعي (فترة الحضيض) ، لكن التجمعات المكونة من 3 دورات تريتوس (33 عامًا ناقص 3 أشهر) تقترب (≈ 434.044 شهرًا غير طبيعي) ، لذا فإن الكسوف متشابه في هذه التجمعات.[بحاجة لمصدر]
| أعضاء سلسلة تريتوس بين عامي 1901 و 2100 | أعضاء سلسلة تريتوس بين عامي 1901 و 2100 | أعضاء سلسلة تريتوس بين عامي 1901 و 2100 | أعضاء سلسلة تريتوس بين عامي 1901 و 2100 |
| --------------------------------------- | --------------------------------------- | --------------------------------------- | --------------------------------------- |
| 9 سبتمبر 1904 (ساروس 133)               | 10 أغسطس 1915 (ساروس 134)               | 9 يوليو 1926 (ساروس 135)                |                                         |
| 8 يونيو 1937 (ساروس 136)                | 9 مايو 1948 (ساروس 137)                 | 8 أبريل 1959 (ساروس 138)                |                                         |
| 7 مارس 1970 (ساروس 139)                 | 4 فبراير 1981 (ساروس 140)               | 4 يناير 1992 (ساروس 141)                |                                         |
| 4 ديسمبر 2002 (ساروس 142)               | 3 نوفمبر 2013 (ساروس 143)               | 2 أكتوبر 2024 (ساروس 144)               |                                         |
| 2 سبتمبر 2035 (ساروس 145)               | 2 أغسطس 2046 (ساروس 146)                | 1 يوليو 2057 (ساروس 147)                |                                         |
| 31 مايو 2068 (ساروس 148)                | 1 مايو 2079 (ساروس 149)                 | 31 مارس 2090 (ساروس 150)                |                                         |

### ساروس 139
- سابق: كسوف الشمس في 18 مارس 1988
- يتبع: كسوف الشمس في 8 أبريل 2024

### اينكس
- سابق: كسوف الشمس في 18 أبريل 1977
- يتبع: كسوف الشمس في 9 مارس 2035

هذا الكسوف هو جزء من دورة اينكس طويلة الأمد ، يتكرر عند العقد المتناوبة ، كل 358 شهرًا سينوديًا (≈ 10571.95 يومًا ، أو 29 عامًا ناقص 20 يومًا).
مظهرها وخط طولها غير منتظمين بسبب عدم التزامن مع الشهر غير الطبيعي (فترة الحضيض). ومع ذلك ، فإن مجموعات 3 دورات اينكس (87 سنة ناقص شهرين) تقترب (≈ 1،151.02 شهرًا غير طبيعي) ، لذا فإن الكسوف متشابه في هذه المجموعات.
| أعضاء سلسلة اينكس بين عامي 1901 و 2100: | أعضاء سلسلة اينكس بين عامي 1901 و 2100: | أعضاء سلسلة اينكس بين عامي 1901 و 2100: |
| --------------------------------------- | --------------------------------------- | --------------------------------------- |
| 22 نوفمبر 1919 (ساروس 141)              | 1 نوفمبر 1948 (ساروس 142)               | 12 أكتوبر 1977 (ساروس 143)              |
| 22 سبتمبر 2006 (ساروس 144)              | 2 سبتمبر 2035 (ساروس 145)               | 12 أغسطس 2064 (ساروس 146)               |
| 23 يوليو 2093 (ساروس 147)               |                                         |                                         |